# Concord (Massachusetts)
Concord és una població del Comtat de Middlesex (Massachusetts) que segons el cens del 2007 tenia 16.840 habitants. Fou escenari de la crucial batalla de Concord enfrontament armat entre el Regne de la Gran Bretanya i les Tretze Colònies en el context de l'Amèrica del Nord britànica que es va produir el 19 d'abril de 1775. Aquest succés va suposar un punt de no retorn i van marcar l'inici de la Guerra d'Independència dels Estats Units.

## Demografia
Segons el cens del 2000 Concord tenia 16.993 habitants, 5.948 habitatges, i 4.437 famílies. La densitat de població era de 263,3 habitants per km².
Dels 5.948 habitatges en un 37,2% hi vivien nens de menys de 18 anys, en un 65,5% hi vivien parelles casades, en un 7,2% dones solteres, i en un 25,4% no eren unitats familiars. En el 22% dels habitatges hi vivien persones soles el 10,4% de les quals corresponia a persones de 65 anys o més que vivien soles. El nombre mitjà de persones vivint en cada habitatge era de 2,62 i el nombre mitjà de persones que vivien en cada família era de 3,08.
Per edats la població es repartia de la següent manera: un 25,1% tenia menys de 18 anys, un 4,2% entre 18 i 24, un 25,8% entre 25 i 44, un 28,4% de 45 a 60 i un 16,5% 65 anys o més.
L'edat mediana era de 42 anys. Per cada 100 dones de 18 o més anys hi havia 101,8 homes.
La renda mediana per habitatge era de 95.897 $ i la renda mediana per família de 115.839$. Els homes tenien una renda mediana de 82.374 $ mentre que les dones 47.739$. La renda per capita de la població era de 51.477$. Entorn del 2,1% de les famílies i el 3,9% de la població estaven per davall del llindar de pobresa.

## Personatges il·lustres
- Thomas Whitney Surette